# Caso Scala

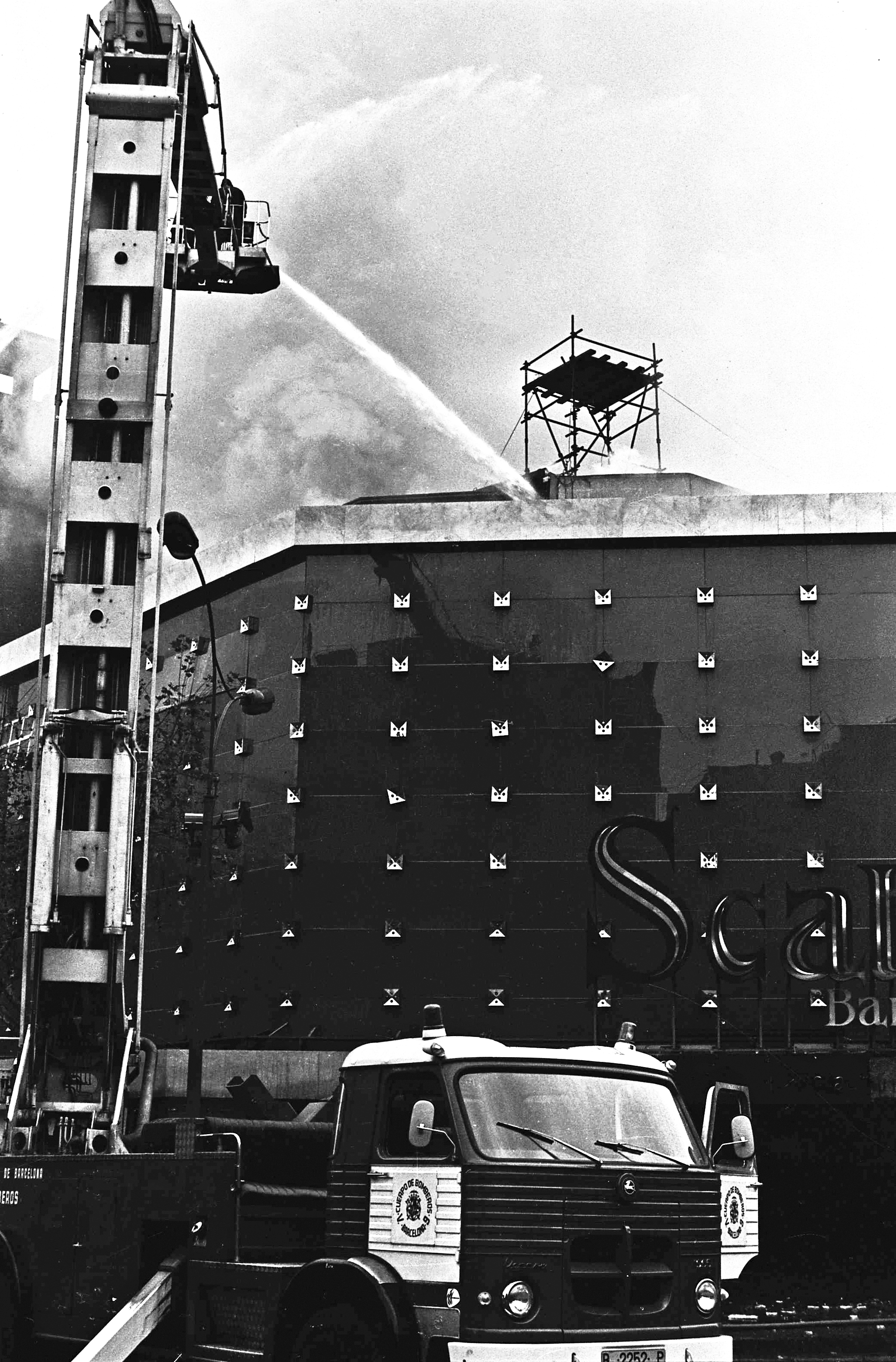
Trabajos de extinción en la sala de fiestas Scala.

El caso Scala fue el proceso judicial en España desatado a raíz de un incendio provocado en la sala de fiestas Scala de Barcelona el 15 de enero de 1978 que resultó con la muerte de cuatro personas y en el que se intentó inculpar a las organizaciones anarquistas CNT y FAI.

## Los hechos
Durante la mañana del domingo 15 de enero de 1978 se celebró en Barcelona una manifestación autorizada convocada por la CNT a la que asistieron unas 15.000 personas. Los cenetistas se oponían a los Pactos de la Moncloa al considerarlos un pacto social entre las fuerzas políticas y los sindicatos más representativos, que perjudicaban a la clase trabajadora. Acabada la manifestación, hacia las 13:15 horas de la tarde, un grupo de jóvenes, instigados por Joaquín Gambín, lanzaron diversos cócteles molotov contra la fachada de piedra de la sala de fiestas Scala Barcelona. Según la policía este acto provocaría el incendio y posterior derrumbamiento de todo el edificio, causando la muerte de cuatro trabajadores –Ramón Egea, Juan López, Diego Montoro y Bernabé Bravo–, paradójicamente afiliados a la CNT, que se encontraban en el local en aquellos momentos.
Los medios especularon sobre la autoría del ataque, achacándolo unos a asesinos comunes, otros a asuntos relacionados con la sala de fiestas e incluso se establecieron relaciones con una campaña a favor de la libertad de expresión en apoyo de Albert Boadella. Finalmente el martes 17, un comunicado de la Policía informó de la detención de los autores del atentado, quienes fueron relacionados con el sindicato anarquista CNT.

Un comando de la FAI (Federación Anarquista Ibérica), integrado por tres sujetos en cuyo poder se ha hallado asimismo documentación que les acredita como afiliados a la central sindical CNT ha sido autor, según la Jefatura de Policía de Barcelona, del atentado contra el restaurante-espectáculo Scala.
Agencia Pyresa

El periódico de la CNT francesa de la época (las páginas en francés del "Espoir"), publicó en Toulouse la implicación de colaboradores de la policía como autores, infiltrados en la CNT justo antes del hecho.
Se cree que materiales incendiarios fueron colocados en el inmueble antes de la manifestación ya que es imposible que unos simples cócteles molotov lanzados contra una fachada de piedra puedan destruir todo el edificio salvo, paradójicamente, la fachada. Además, los informes de los bomberos indicaban que el fuego se produjo en otro lugar de la sala y probablemente fue originado por otro material inflamable de origen militar.

## Proceso judicial
La vista del caso Scala tuvo lugar en diciembre de 1980. Unos días antes del comienzo del mismo había fallecido un testigo clave. Los abogados defensores (Loperena, Palmés, Krauel y Seguí) solicitaron que el ministro de gobernación, Rodolfo Martín Villa compareciese a declarar, pero no lo hizo. La posición de la defensa apuntaba hacia un montaje policial orquestado mediante confidentes infiltrados en el sindicato CNT con el objetivo de desacreditar al sindicato ante los trabajadores y evitar así su progresión en Cataluña. La sentencia condenó a José Cuevas, Xavier Cañadas y Arturo Palma a 17 años de prisión como autores de un delito de homicidio involuntario y por fabricación de explosivos; Luis Muñoz fue condenado a dos años y seis meses por complicidad, y Rosa López, a 5 meses por encubrimiento. El recurso presentado por los abogados defensores fue desestimado por el Tribunal Supremo.
Con el paso de los años se fue descubriendo el papel decisivo que desempeñó el confidente de la policía Joaquín Gambín, el Grillo, también conocido como el Rubio o el Legionario, en este asunto. Fue él quien se infiltró en la CNT para dirigir el atentado. La presión de la prensa sobre la policía y la ausencia de Gambín en la vista del caso hicieron levantar sospechas sobre las verdaderas causas del atentado, provocando incluso desavenencias entre el Ministerio Fiscal y algunos miembros de la judicatura. Finalmente, a finales de 1981, Gambín fue detenido por la policía tras un tiroteo en Valencia. El caso Scala volvía a abrirse.
La segunda vista del caso Scala Barcelona, en diciembre de 1983, solo tuvo un acusado: Joaquín Gambín. La sentencia lo condenó a 7 años de prisión por acudir a la manifestación con armas y por preparación de explosivos. La CNT ha presentado siempre este asunto como una maniobra oscura del gobierno dirigida a frenar el ascenso del sindicato anarquista, que se resintió indudablemente de la repercusión social que tuvo el caso Scala.

Resultaba evidente que la policía no buscaba nada ni a nadie —ya tenían a los culpables— se trataba simplemente de amedrentar a los cenetistas y de ahuyentar de la organización a miles de trabajadores afiliados que, si bien se identificaban con la línea sindical de los anarcosindicalistas, no estaban dispuestos a llegar demasiado lejos en su adhesión, ni mucho menos a desafiar una represión policial de aquella envergadura. La cosa no era de broma, las noticias de nuevas detenciones crearon un ambiente de inseguridad en gran parte de la afiliación. Por otra parte, la certeza de la implicación de la CNT en el atentado fue afianzándose en la opinión pública, lo que provocó un serio deterioro en la imagen de la organización y de los anarquistas por extensión. Si a esto añadimos las noticias de agresiones y asaltos por parte de grupos fascistas, que en aquellos días se incrementaron de forma muy considerable, podemos hacernos una imagen aproximada de la situación. Ser libertario en aquellos momentos se convirtió en algo bastante desagradable. Los medios de comunicación lo hicieron impopular, la policía y los grupos de la ultraderecha lo hicieron peligroso.
Revista Polémica: El Caso Scala. Un proceso contra el anarcosindicalismo

## Tras el juicio
Se ha querido ver en el caso Scala un punto de inflexión en la trayectoria de la CNT. Según estas versiones, el caso habría reducido la proyección social del sindicato anarquista y condenado a la organización al ostracismo, a causa de la relación de la misma con el terrorismo. No obstante, existen datos que parecen contradecir esta hipótesis. Por un lado, en el verano del mismo año del caso Scala, 1978, la CNT alcanzó su máximo número de afiliados y el descenso de los mismos a partir de entonces se produjo en paralelo con el descenso del número de afiliados del resto de sindicatos. Además, la CNT tuvo ese año una presencia especialmente notable, con huelgas importantes, por ejemplo, en el sector de las gasolineras. Además, el periódico Solidaridad Obrera del sindicato estuvo presente en todos los quioscos de Barcelona.
No fue hasta finales de los años 80 cuando el caso fue señalado como un problema grave para el anarcosindicalismo. Antes de eso, cuando se hablaba de la crisis de la CNT, el caso Scala ocupaba apenas unas notas al margen. Sin embargo, el montaje sí derivó en una serie de divisiones internas dentro de la propia Confederación, «entre quienes planteaban una defensa a ultranza de los encarcelados y aquellos que defendían un distanciamiento público de los hechos». Finalmente y por sus consecuencias, para el historiador Héctor González «el mito del Scala hizo fortuna a pesar de ser radicalmente falso».

## Impacto mediático
El grupo Sin Dios tiene en su disco Ingobernables del año 2000 el tema Scala "Crimen de estado" en el cual reflejan su opinión y visión sobre el Caso Scala.